# Československo HD
Československo HD byl filmový kanál slovenského provozovatele Film Europe Media Company, jehož majitelem je Ivan Hronec. Kanál vysílal v době od 10.00 do 22.00 hodin na sdílené frekvenci s prémiovým filmovým kanálem Festival Cinema Channel HD. Oba kanály byly distribuovány ve vysokém rozlišení. Program byl následovníkem stanic Kino CS a Muzika CS. Programový obsah byl tvořen filmy a dokumenty československé produkce z let 1918 až 1992. Filmy nebyly přerušované reklamou.

## Historie
V úterý 15. listopadu 2016 byl původní televizní kanál s československými filmy Kino CS nahrazen zcela novým programem Československo HD, vysílajícím od 10.00 do 22.00 hodin a kanálem Festival Cinema HD, jež vykrývá zbytek vysílacího času. Obě stanice vysílají ve vysokém rozlišení a od prvního dne byly šířeny v česko-slovenské satelitní platformě Skylink v balíčku Smart a minibalíčku Film Europe + CS TV. Aby provozovatel nemusel platit za vyšší datový tok na satelitním transpondéru, rozhodl se ukončit satelitní distribuci jiných svých stanic, konkrétně dokumentárního Doku CS a hudebního Muzika CS. Uspořená datová kapacita byla využita pro vysílání nových kanálů ve vysokém rozlišení. Distribuční trasa byla poskytována prostřednictvím platformy Skylink a optických vláken z datového centra Sitel v Bratislavě.
Stanice byla v květnu 2020 nahrazena stanicí Film Europe+. 